# Friedrich Wilhelm von Warburg
Ernst Wilhelm Christoph Friedrich von Warburg (* 30. November 1765 in Bergfeld; † 28. August 1835 auf Hohen Landin, heute Schwedt/Oder) war ein preußischer Offizier, zuletzt Generalmajor.

## Herkunft
Friedrich Wilhelm von Warburg stammte aus dem mecklenburgischen Uradelsgeschlecht von Warburg. Sein Vater Friedrich Ernst Wilhelm von Warburg (1732–1800) war Landdrost des Amtes Bergfeld (Carpin) im Herzogtum Mecklenburg-Strelitz und Erbherr auf Quadenschönfeld und Stolpe, seine Mutter war Dorothea von Tornow a. d. H. Wittenhagen (1738–1808).

## Leben
Im Alter von 16 Jahren wurde er Page bei der preußischen Kronprinzessin (späteren Königin) Luise. 1793 trat er als Kornett in das ehemalige von Zietensche Husaren-Regiment „von Zieten“ (Brandenburgisches) Nr. 3 ein. Als Leutnant machte er im Ersten Koalitionskrieg die preußische Expedition nach Holland und die Kampagne gegen die Franzosen am Rhein mit. Er nahm an der Kanonade von Valmy und den anderen Gefechten teil. Für seinen Mut in der Schlacht bei Hondschoote 1793 zeichnete ihn König Friedrich Wilhelm II. am 12. April 1794 mit dem Orden Pour le Mérite aus.
1803 wurde er Rittmeister und Chef einer Eskadron, am 7. Oktober 1805 Major in demselben Husaren-Regiment. Im Zuge der preußischen Niederlage 1806 nahm er, zum Oberstleutnant ernannt, seinen Abschied. Er unternahm eine längere Reise durch Österreich und die Schweiz. 1811 kehrte er nach Preußen zurück; er gehörte zu den ersten, die zu Anfang des Jahres 1813 König Friedrich Wilhelm III. ihre Dienste für die Befreiungskriege anboten.

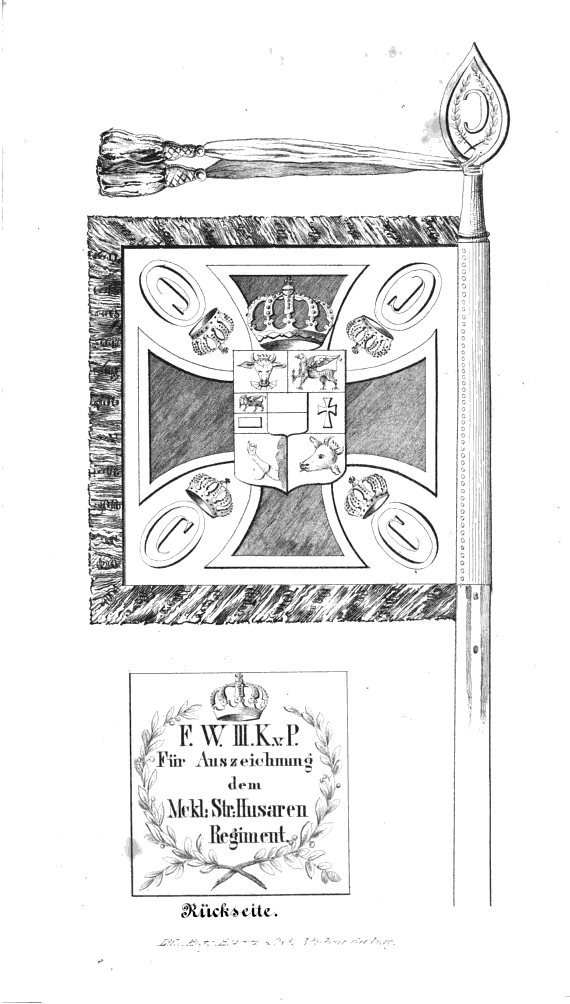
Standarte des Mecklenburg-Strelitzischen Husaren-Regiments

Er warb mit Unterstützung des regierenden Herzogs Karl II., der dazu am 30. März 1813 (kurz nach An mein Volk) einen Aufruf erlassen hatte, ein Husaren-Regiment an, das Mecklenburg-Strelitzische Husaren-Regiment. Nach dem herzoglichen Monogramm C in seiner Fahne wurde das Regiment auch C-Husaren genannt. Von Warburg führte es zur schlesischen Armee, wo es der Brigade des Herzogs Karl zu Mecklenburg (1785–1837) zugeteilt wurde. Es nahm an vielen Gefechten teil und zeichnete sich insbesondere in der Schlacht an der Katzbach aus.
Nach der schweren Verwundung des Herzogs Karl bei Möckern in der Völkerschlacht von Leipzig erhielt von Warburg interimistisch das Kommando über die zweite Brigade im ersten preußischen Armeecorps und führte sie bis zur Einnahme von Paris. Anschließend blieb er im Hauptquartier des ersten Armeecorps. Am 31. Mai 1825 wurde er zum Generalmajor der Kavallerie und zum Brigadekommandeur ernannt. Am Ende des Jahres nahm er seinen Abschied und zog auf sein Gut Hohen-Landin (heute Schwedt/Oder).

## Familie
Mit 51 Jahren heiratete er am 24. Dezember 1817 Auguste, geb. Gräfin Blankensee a. d. H. Filehne (* 10. August 1785; † 27. August 1859), eine Schwester des Komponisten Georg von Blankensee. Der Diplomat Karl August Varnhagen von Ense, der von Warburg in der Zeit des Verlöbnisses begegnete, nannte ihn „die ewige Jugend“.
Das Landgut Hohen Landin hatte er aus Anlass der Hochzeit von seinem Bruder Adolph Friedrich von Warburg erworben. Das Paar hatte zwei Söhne, Wilhelm Georg von Warburg (* 1820), der auf Hohen Landin 1860/1861 Warburg House im Tudorstil erbauen ließ und Moritz Albert von Warburg (* 1823), sowie die beiden Töchter Luise Auguste Friederike Tugendreich von Warburg (* 1818) und Auguste Theres Wilhelmine von Warburg (* 1822).

## Auszeichnungen
- 12. April 1794: Pour le Mérite
- 31. August 1813: Eisernes Kreuz 2. Klasse (für die Schlacht an der Katzbach)
- 16. Dezember 1813: Eisernes Kreuz 1. Klasse (für die Völkerschlacht bei Leipzig)
- 28. Juli 1814: Russischer Orden des Heiligen Georg, 4. Klasse (für die Völkerschlacht bei Leipzig)